# Famille von Richthofen
La famille von Richthofen (à l'origine Praetorius von Richthofen) est une famille noble allemande.

## Histoire
La famille est issue de Sebastian Schmidt, dit Faber ou Fabricius (1515-1553), archidiacre à Bernau bei Berlin, puis pasteur principal de la ville de Potsdam.
Son fils est Samuel Faber (1543-1605), juge, avocat et maire de Francfort-sur-l'Oder. Il est adopté en 1562 par un cousin de sa mère, Paulus Praetorius (de) (1521-1565), érudit, diplomate, anobli en 1563 par l'empereur Ferdinand sous le nom "Praetorius von Richthofen".
Le fils de Samuel, Tobias Praetorius (1576–1644), fut Amtshauptmann (haut fonctionnaire) et propriétaire du domaine de Buschvorwerk, près de Schmiedeberg en Silésie.
Son fils Johann Praetorius (1611-1664), propriétaire des domaines de Rauske, près de Striegau, et de Hertwigswaldau près de Jauer, fut élevé à la chevalerie de Bohême le 29 juillet 1661.
- Branche de Hertwigswaldau : élevée au titre de baron (Freiherr) le 30 juillet 1735 en la personne de Samuel von Richthofen, seigneur de Hertwigswaldau, etc.
- Branche de Kohlhöhe     élevée au titre de baron (Freiherr) le 6 novembre 1741 en la personne de Samuel Praetorius von Richthofen, seigneur de Kohlhöhe, Rauske etc.

## Personnalités
- Johannes Praetorius (1611-1664), seigneur de Rauske et de Hertwigswaldau (en Basse-Silésie), est élevé au titre de chevalier de Bohême le 29 juillet 1661 puis de chevalier prussien  le 30 mars 1681 sous le nom de Praetorius von Richthofen, 1er du nom.
- Gottlob von Richthofen (de) (1777-1847), général prussien.
- Eugen von Richthofen (de) (1810-1896), Major-général prussien.
- Karl von Richthofen (de) (1811-1888), historien.
- Ernst von Richthofen (de) (1825-1892), député de la chambre des représentants de Prusse.
- Ferdinand von Richthofen (1833-1905), géographe et géologue allemand
- Bernhard von Richthofen (1836-1895), administrateur de l'arrondissement de Stolp.
- Victor von Richthofen (de) (1839-1909), Lieutenant-général prussien.
- Hugo Samuel von Richthofen (1842-1904), juriste, haut président de la province de Prusse-Orientale.
- Karl von Richthofen-Damsdorf (de) (1842-1916), député du Reichstag
- Oswald von Richthofen (1847-1906), diplomate allemand, sous-secrétaire et secrétaire d'État aux Affaires étrangères.
- Manfred Karl Ernst Freiherr von Richthofen (1855-1939), général allemand
- Wolfram von Richthofen (de) (1856-1922), député de la chambre des seigneurs de Prusse.
- Else von Richthofen (1874-1973), femme de lettres allemande.
- Dieprand von Richthofen (1875-1946), homme politique, président du Sénat du Tribunal du Reich (Senatspräsident am Reichsgericht), membre du parti antisémite DSP.
- Hartmann von Richthofen (1878–1953), diplomate, banquier, membre du Reichstag sous l'empire et sous Weimar, membre et cofondateur du Parti démocrate allemand.
- Prätorius von Richthofen (de) (1879-1949), député du Reichstag.
- Frieda von Richthofen (1879-1956), intellectuelle allemande, épouse du romancier britannique D. H. Lawrence.
- Georg von Richthofen (de) (1880-1950), administrateur de l'arrondissement de Nimptsch
- Manfred Albrecht, Baron von Richthofen (1892-1918), aviateur allemand plus connu sous le pseudonyme Baron Rouge.
- Lothar von Richthofen (1894-1922), pilote de chasse allemand.
- Wolfram von Richthofen (1895-1945), général allemand.
- Oswald von Richthofen (1908-1994), juriste et diplomate allemand.
- Erich von Richthofen (1913–1988), linguiste romaniste, médiéval et hispanique, professeur à l'Université de l'Alberta puis à celle de Toronto, titulaire de la Médaille Pierre-Chauveau.
- Hermann von Richthofen (né en 1933), docteur en droit, ambassadeur de l'Allemagne au Royaume-Uni (1989-1993) puis auprès de l'OTAN (1993-1998).
- Christian von Richthofen (né en 1955), acteur, musicien.